# Ефремов, Алексей Сергеевич
Алексей Сергеевич Ефремов (род. 17 ноября 1986, Волгодонск, Ростовская область) — российский спортсмен, мастер спорта России по боксу, профессиональный боец смешанных единоборств, участник проекта M1- Fighter, действующий боец лиги ACA (Absolute Championship Akhmat). 

Тренируется в клубе «Ахмат», Грозный и «Стрела», Москва.
| Боёв 34  | Побед 22 | Поражений 12 |
| -------- | -------- | ------------ |
| Нокаутом | 16       | 2            |
| Сдачей   | 4        | 5            |
| Решением | 2        | 5            |